# Cascades Bilbrough
Les cascades Bilbrough, també conegudes com les cascades Goomoolahra, són una cascades que es troben dins del Parc Nacional de Springbrook a la regió sud-est de Queensland, Austràlia.

## Localització i característiques
Les caigudes es troben al districte de Gold Coast hinterland, a prop de Springbrook.
A la base de la cascada, les condicions humides han creat un bon hàbitat per al lliri gegant (Doryanthes palmeri).